# Hélène Kuragina
La principessa Elena Vasil'evna Kuragina Bezuchova quasi sempre indicata come Hélène (in russo Елена (Элен) Курагина?) è un personaggio di Guerra e pace di Lev Tolstoj.
Figlia del principe Vasilij e sorella di Hippolite e Anatole, viene descritta come una donna bella e immorale. Si sposa infatti con Pierre Bezuchov per poter disporre della ricca eredità lasciatagli dal padre morto di ictus. I due poi si separeranno dopo il duello con Dolochov riuscendo ad ottenere per sé metà del patrimonio. Muore di angina durante la campagna di Russia.
Compare nei seguenti film tratti dal romanzo:
- 1956: Guerra e pace (War and Peace) di King Vidor
- 1967: Guerra e pace (Война и мир) di Sergej Fëdorovič Bondarčuk
- 1972: Guerra e pace (War and Peace) di John Davies
- 2007: Guerra e pace di Robert Dornhelm
- 2016: Guerra e pace (War and Peace), miniserie TV della BBC.